# Edda Manga
Edda Virginia Manga Otalora, född 11 september 1969 i Bogotá i Colombia, är en svensk idéhistoriker och debattör.
Manga blev filosofie doktor 2002 med avhandlingen Gudomliga uppenbarelser och demoniska samlag.
Senare projekt inkluderar den koloniala bakgrunden till internationell rätt genom en studie av Francisco de Vitorias begrepp om rättfärdigt krig och sekularism och äktenskapslagstiftning. 2008 skrev hon uppsatsen Kolonialism och rättfärdigt krig – Francisco de Vitoria. De rättfärdiga krigens återkomst publicerad i Historisk tidskrift 3 2008.
I juni 2009 skrev hon artikeln "Om Rosengårdsrapporten" som granskade Rosengårdsrapporten.
Manga arbetade som redaktör på tidningen Feministiskt Perspektiv 2011-2016. Sedan 2016 arbetar hon (2020) som forskare vid Mångkulturellt centrum i Fittja.
Manga är medlem i Clandestino institut och deltog i aktionen Ship to Gaza ombord på det turkiska fartyget Mavi Marmara. Sedan 2014 sitter hon i styrelsen för föreningen Antirasistiska Akademin.
Hon var sommarvärd i radion 14 juni 2004.

## Priser och utmärkelser
- Cliopriset 2004 för avhandlingen Gudomliga uppenbarelser och demoniska samlag.[5]
- Emil Hildebrands pris 2008 för uppsatsen Kolonialism och rättfärdigt krig – Francisco de Vitoria. De rättfärdiga krigens återkomst